# مقطاف (طراح)
مقطاف (بالفارسية: مگتاف) هي قرية تقع في إيران في قسم طراح الريفي. يقدر عدد سكانها بـ 30 نسمة بحسب إحصاء 2016.